# Kreuz Schüttorf
Kreuz Schüttorf is een knooppunt in Duitse deelstaat Nedersaksen.
Op dit knooppunt kruist de A30 Gildehaus-Bad Oeynhausen de A31 Emden-Bottrop

## Geografie
Het knooppunt ligt in in de gemeenten Salzbergen, Emsbüren in het Landkreis Emsland) en de stad Schüttorf in het Landkreis Grafschaft Bentheim. Zodoende loopt de grens tussen de beide Landkreisen midden door het knooppunt.
Het knooppunt ligt ongeveer 30 km ten noordoosten van Enschede, ongeveer 55 km westen van Osnabrück en ongeveer 20 km ten zuiden van Lingen.

## Configuratie
Rijstrook
Nabij het knooppunt hebben beide snelwegen 2x2 rijstroken.
Alle verbindingswegen hebben één rijstrook.
Knooppunt
Het is een klaverbladknooppunt
Bijzonderheid
Op de A 30 vormt het knooppunt een gezamenlijke afrit met de afrit Schüttorf-Nord.

## Verkeersintensiteiten
Dagelijks passeren ongeveer 50.000 voertuigen het knooppunt.
| Van                      | Naar                    | Gemiddeld aantal voertuigen per dag | Percentage vrachtverkeer |
| ------------------------ | ----------------------- | ----------------------------------- | ------------------------ |
| AS Schüttorf-Nord (A 30) | AK Schüttorf            | 22.800                              | 29,7 %                   |
| AK Schüttorf             | AS Salzbergen (A 30)    | 32.100                              | 26,2 %                   |
| AS Emsbüren (A 31)       | AK Schüttorf            | 25.400                              | 12,8 %                   |
| AK Schüttorf             | AS Schüttorf-Ost (A 31) | 25.100                              | 15,3 %                   |

| Aansluitende wegen                                        | Aansluitende wegen                                | Aansluitende wegen                   | Aansluitende wegen | Aansluitende wegen |
| --------------------------------------------------------- | ------------------------------------------------- | ------------------------------------ | ------------------ | ------------------ |
|                                                           |                                                   | richting Emsbüren / Emden            |                    |                    |
|                                                           |                                                   |                                      |                    |                    |
| richting Schüttorf-Nord Bad Bentheim / Nordhorn Amsterdam | richting Salzbergen / Rheine Osnabrück / Hannover |                                      |                    |                    |
|                                                           |                                                   |                                      |                    |                    |
|                                                           |                                                   | richting Schüttorf-Nord / Oberhausen |                    |                    |

## Weblinks
- Lückenschluss der Emslandautobahn A 31 mit etwa 350 Fotos, darunter viele Luftbilder